# Spominski znak Orožja nismo oddali
Spominski znak Orožja nismo oddali je bil ustanovljen septembra 2005 v spomin na delo pripadnikov občinskih štabov Teritorialne obrambe in predstavnikov družbenopolitičnih organizacij pri preprečitvi oddaje orožja, streliva in drugih materialno-tehničnih sredstev pod nadzor JLA v obdobju od 16. do 19. maja 1990.

## Podeljevanje
Spominski znak »Orožja nismo oddali« se lahko podeli pripadnikom stalne in rezervne sestave občinskih štabov Teritorialne obrambe Brežice, Dravograd, Jesenice, Kranj, Krško, Lendava, Litija, Mozirje, Radlje ob Dravi, Radovljica, Slovenske Konjice, Šmarje pri Jelšah, Trbovlje, Tržič, Velenje in Žalec ter predstavnikom takratnih družbenopolitičnih organizacij, ki so neposredno sodelovali pri pripravi in izvedbi preprečitve oddaje orožja, streliva in drugih materialno-tehničnih sredstev pod nadzor JLA.

## Oblika
»Spominski znak Orožja nismo oddali« ima obliko ščita iz poznogotskega obdobja, visok je 35 mm in v najširšem delu širok 30 mm. Kovan je iz dveh mm debelega bakra, pozlačen, pobarvan in prevlečen s prozornim poliestrskim emajlom. Na sredini znaka je v rozeti temno modre barve s premerom 22 mm, ki jo v vencu obdaja 16 ščitov rdeče barve, izrisana silhueta ozemlja Republike Slovenije. V zgornjem delu znaka je tri mm velik napis OROŽJA NISMO ODDALI, v spodnjem delu je v dveh vrsticah izpisan tri mm visok datum 16.–19. V. 1991. Napisi na znaku, datum, obrobe in črte med barvnimi polji so polirani in pozlačeni. Znak je oblikoval mag. Jure Sinobad iz Radovljice.
Vsak znak je na zadnji strani oštevilčen in ima priponko.
Nadomestna oznaka je modre barve z zlatim lipovim listom.

## Evidenca
Evidenco podeljenih spominskih znakov vodi, obdeluje in hrani Sektor za vojaške zadeve.